# Háje
Háje è un comune della Repubblica Ceca facente parte del distretto di Příbram, in Boemia Centrale.

## Geografia fisica
I comuni limitrofi sono ad ovest Jerusalem, Brod, Svata Hora e Lesetice, a nord Nova Hospoda, Dubno, Dubenec e Pribram, ad est Jesenice e Bytiz e a sud Slivice, Palivo, Konetopy, Buk Milin, Kojetin, Radetice, Vrancice e Zivotice.

## Storia
La prima menzione del comune è datata 1603.